# Bahram III
Bahram III en persa: بهرام سوم‎, (m.293), rey del Imperio sasánida. Su reinado duró sólo cuatro meses en el 293. 

## Contexto histórico
Bahram III fue hijo de Bahram II (rey en el período 276-293), bajo cuyo reinado gobernó en Sistán, por lo que era conocido por Saganshah.
Sucedió a su padre en el 293 pero solo por cuatro meses, ya que su tío-abuelo Narsés, hijo de Sapor I y rey de Armenia en esos tiempos, se rebeló contra él arrebatándole el poder. La rebelión fue apoyada por buena parte de la nobleza, que consideraba a Bahram III demasiado débil frente a una posible invasión romana, y confiaban en Narsés como el líder fuerte que  podría trae gloria para Persia.
| Predecesor: Bahram II | Rey del Imperio sasánida 293 | Sucesor: Narsés I |